# Vleugel (muziekinstrument)

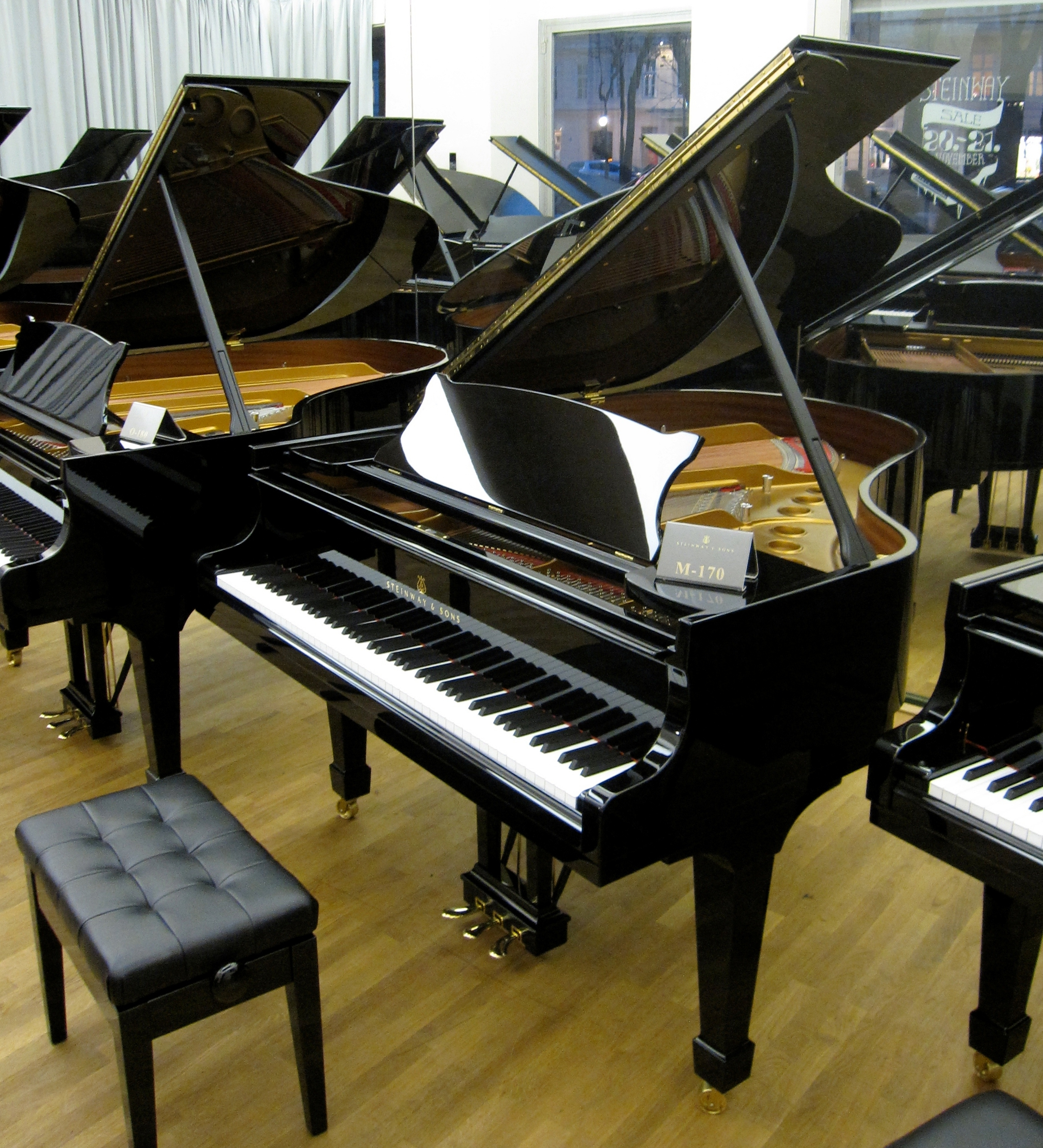
Vleugel

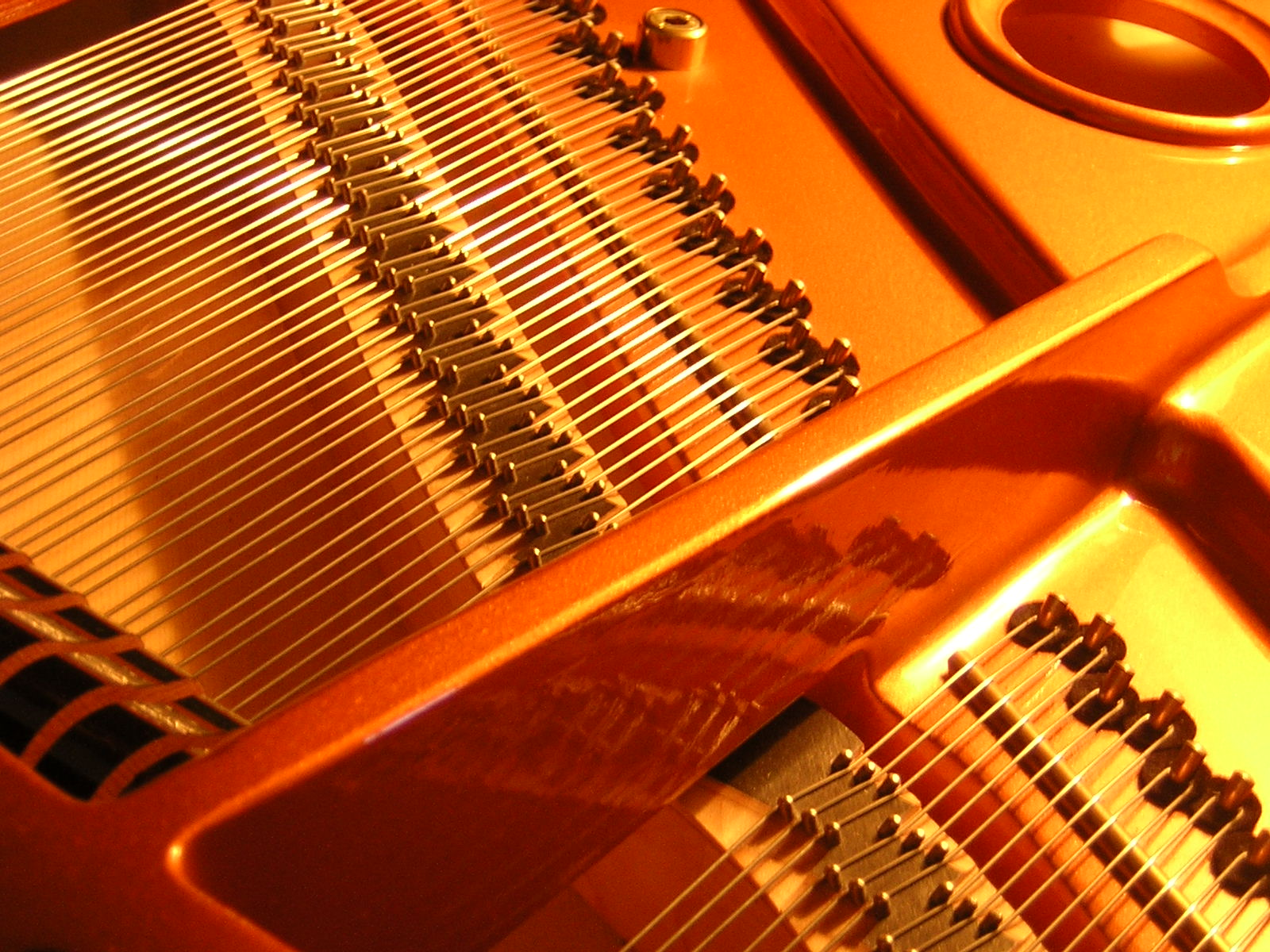
Het binnenwerk van een vleugel

Een vleugel, ook wel concertvleugel of vleugelpiano genoemd, is een slag-, toets- en snaarinstrument met horizontaal gespannen snaren, dat via een klavier (toetsenbord) wordt bespeeld. De hamers raken de snaren vanonder. Bij een piano (ook wel buffetpiano genoemd) zijn de snaren verticaal bevestigd, en raken de hamers de snaren van opzij. Met 88 toetsen is de toonomvang van de vleugel doorgaans gelijk aan die van de piano; bij oudere vooroorlogse modellen ziet men vaak 85 toetsen, bij sommige moderne vleugels is de bas uitgebreid met extra toetsen.
Het geluid, het "timbre", is vooral in de laagste octaven voller, doordat de snaren langer en dunner kunnen zijn en daarmee veel minder last hebben van allerlei onharmonische klanken van de (te) dikke snaren. Er bestaan vleugels in verschillende lengten, variërend van ongeveer 1,40 meter tot 3,10 meter. De lengte van een vleugel wordt gemeten aan de linkerzijde van de vleugel (de lange rechte kant). Over het algemeen geldt dat de klank beter wordt naarmate de lengte van de vleugel toeneemt. Met het toenemen van de lengte neemt ook het volume toe.
Doordat het repetitiemechaniek van de vleugel iets anders in elkaar zit dan dat van een piano, zal men op een vleugel over het algemeen beter kunnen repeteren (snel dezelfde toets achter elkaar spelen). Bij een pianorecital of bij een pianoconcert maakt de solist vrijwel altijd gebruik van een vleugel. De vleugel wordt dan ook als de professionele versie van de piano beschouwd.
Enkele bekende vleugel- en pianobouwers zijn Bechstein, Blüthner, Bösendorfer, Fazioli, Grotrian-Steinweg, Ibach, Kawai, Pleyel, Schimmel, Erard, Seiler, Gaveau, Steinway en Yamaha.

## Pedalen
Een vleugel beschikt in het algemeen over drie pedalen (soms zelfs vier). De functie van de pedalen op een vleugel verschilt vaak van die op een piano.
Rechterpedaal
Op beide instrumenten zorgt het rechterpedaal voor het doorklinken: alle dempers worden gelijktijdig van de snaren gelicht. Op een vleugel gaan de dempers (die boven de snaren zijn gemonteerd) omhoog; op een piano bewegen de dempers, die ten opzichte van de speler vóór de snaar zijn gemonteerd, naar voren van de snaar af.
Middenpedaal
- Op een vleugel is het middenpedaal (indien aanwezig) het sostenutopedaal. Dat wil zeggen dat individuele tonen kunnen worden aangehouden, wanneer men de toets indrukt en vervolgens het middenpedaal intrapt en dan de ingedrukte toetsen weer loslaat.
- Op de meeste piano's is het middenpedaal een oefenpedaal: er valt een reep vilt tussen de hamers en dempers, waardoor een zeer zachte klank overblijft. Het geluidsvolume wordt gedempt, zodat er minder geluidhinder voor de omgeving is. Sommige piano's hebben echter ook een sostenutopedaal als middenpedaal en dus geen oefenpedaal.

Linkerpedaal
- Bij een vleugel is dit het una corda pedaal. De hamers verschuiven bij intrappen, waardoor niet alle drie de snaren vol worden geraakt. Het heeft invloed op de klankkleur (omdat de hamerkop, die gegroefd is in het patroon van de snaren en derhalve bestaat uit hardere en zachtere viltdelen de snaren op een andere positie raakt) en op de sterkte van het geluid.
- Bij een piano bewegen bij intrappen de hamers wat meer naar de snaren toe, zodat de hamers eerder de snaar bereiken, en dus met minder energie. Het resultaat is een iets zachtere klank.

## Vleugel versus piano
Volgens sommigen zijn piano en vleugel verschillende instrumenten. In winkels verkoopt men bijvoorbeeld  "piano's en vleugels". In zijn algemeenheid gebruikt men echter "piano" als overkoepelende term (en "pianist", "pianoconcert", "pianowerk", "pianokruk" enzovoorts). 
In België zijn de woorden vleugelpiano en buffetpiano meer gangbaar voor respectievelijk de vleugel en de piano.

## Luthéal
De Luthéal is een soort geprepareerde pianovleugel waarmee de klankkleur veranderd kan worden. Die klankkleur ligt qua geluid zo'n beetje tussen een harp, een klavecimbel en een fortepiano in.